# Xionghe Shuiku
Xionghe Shuiku är en reservoar i Kina. Den ligger i provinsen Hubei, i den centrala delen av landet, omkring 210 kilometer nordväst om provinshuvudstaden Wuhan. Xionghe Shuiku ligger 118 meter över havet. Arean är 7,1 kvadratkilometer. I omgivningarna runt Xionghe Shuiku växer huvudsakligen savannskog. Den sträcker sig 6,4 kilometer i nord-sydlig riktning, och 5,7 kilometer i öst-västlig riktning.
Genomsnittlig årsnederbörd är 1 050 millimeter. Den regnigaste månaden är augusti, med i genomsnitt 179 mm nederbörd, och den torraste är december, med 19 mm nederbörd.